# Peònia de flor blanca
La peònia de flor blanca o peònia de la Xina, Paeonia lactiflora, o peònia de la Xina: en ideogrames xinesos:芍|芍 en pinyin: sháo o bái sháo; (bái significa blanc), és una espècie de peònia herbàcia i perenne. És nativa del centre i est d'Àsia des del Tibet passant pel nord de la Xina fins a l'est de Sibèria. La planta fa de 60–100 cm d'alt i té fulles grosses i compostes de 20–40 cm de llarg. Els borrons de les flors són grossos i rodons i les flors fan de 8–16 cm de diàmetre amb els pètals que poden ser blancs, rosa o de color carmesí mentre que els estams són grocs.

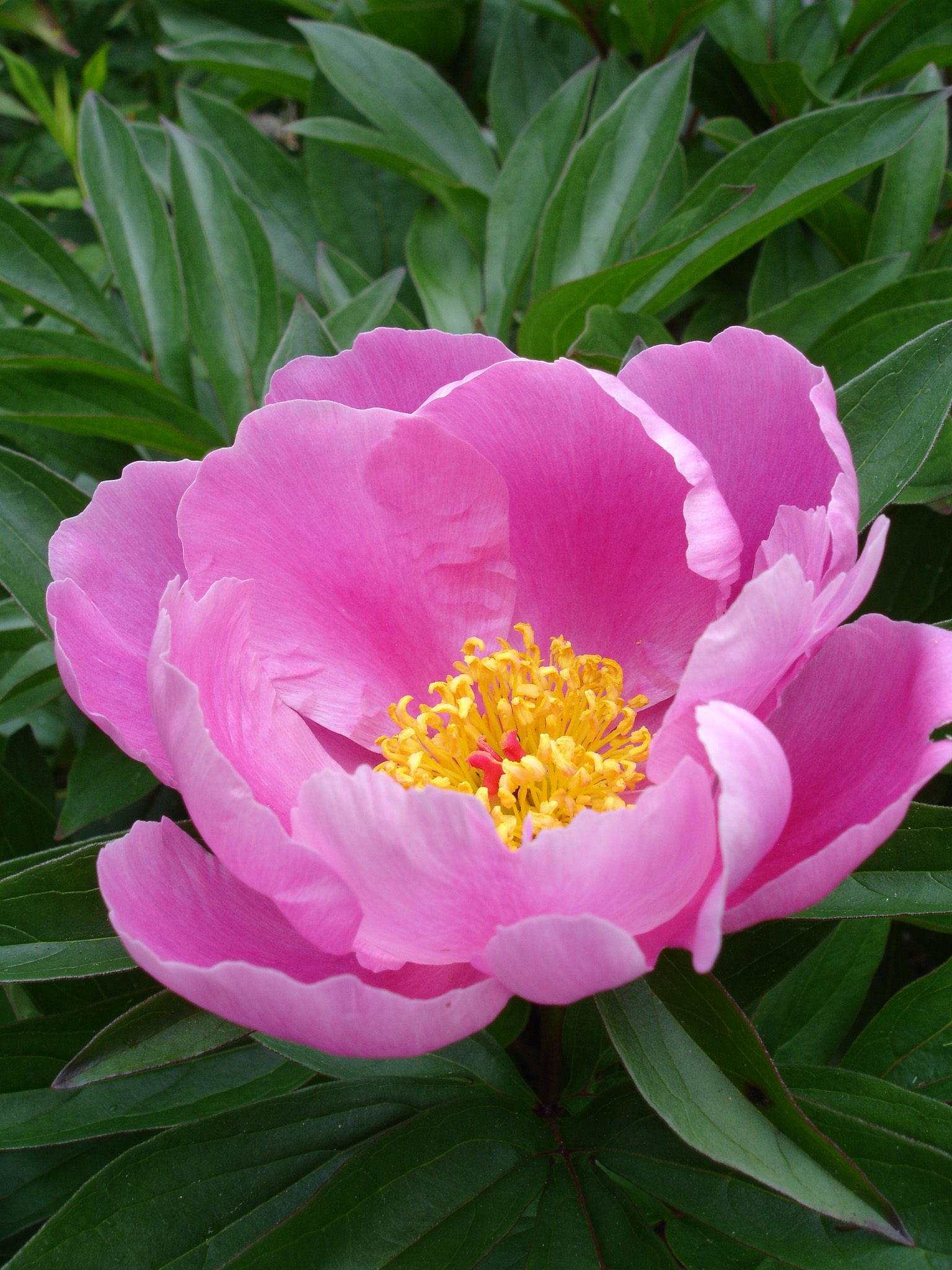
Forma silvestre de Peaonia lactiflora

Aquesta espècie es cultiva com a planta ornamental amb diverses cultivars moltes d'elles de flors dobles
.
A la Xina, el seu lloc d'origen, es cultiva més en jardineria l'espècie de peònia Paeonia rockii (coneguda en xinès com ziban mǔ dān) i el seu híbrid Paeonia x suffruticosa, o mǔ dān (牡丹).
A la medicina tradicional xinesa la Paeonia lactiflora es fa servir per reduir la febre i com analgèsic entre altres problemes de salut (utilitzant l'arrel) Les fulles de molts cultivars són riques en àcid oleanòlic i àcid ursòlic.